# Dawid Bieńkowski
Pour les articles homonymes, voir Bienkowski.
Dawid Bieńkowski, né le 5 mai 1963 à Varsovie, en Pologne, est un écrivain et psychothérapeute polonais, lauréat du prix littéraire de la fondation Kościelski.

## Biographie
Fils d'écrivains Zbigniew Bieńkowski et Małgorzata Hillar, Dawid Bieńkowski est diplômé du XIe lycée Mikołaj Rej de Varsovie, puis il obtient une maîtrise en psychologie à l'Université de Varsovie. Il a publié trois romans : Jest (Agawa 2001), Nic (WAB 2005) et Biało-czerwony (2007 WAB). Il travaille comme psychothérapeute.

### Traduit en français
- Quoi qu'il arrive (Traduit par Olivier Gautreau) Laurence Teper, 2006,  (ISBN 2916010106).